# Harry Hammond Hess
Harry Hammond Hess (24 tháng 5 năm 1906 – 25 tháng 8 năm 1969) là nhà địa chất học và sĩ quan hải quân Hoa Kỳ trong chiến tranh Thế giới thứ hai.
Ông được xem là một trong những người tiên phong trong việc thống nhất học thuyết về kiến tạo mảng, là Thiếu tướng hải quân Hoa Kỳ. Ông nổi tiếng với các học thuyết về tách giãn đáy đại dương, một công trình thể hiện mối liên hệ giữa cung đảo, dị thường từ đáy biển, và peridotit bị serpentin hóa, theo đó sự đối lưu của manti Trái Đất là lực chủ yếu gây ra chuyển động tách giãn. Công trình này làm nền tảng cho sự phát triển của học thuyết kiến tạo mảng.

## Giảng dạy
Harry Hess dạy 4 năm (1932–1933) ở Đại học Rutgers ở New Jersey và một năm làm nghiên cứu ở phòng thí nghiệm địa vật lý của Washington, D. C., trước khi làm việc ở Đại học Princeton năm 1934. Hess làm trưởng Bộ môn địa chất ở Princeton từ năm 1950 đến 1966. Ông là giáo sư thỉnh giảng ở Đại học Cape Town, Nam Phi (1949–1950), và Đại học Cambridge, Anh (1965).

## Trong quân đội
Hess gia nhập Hải quân Hoa Kỳ trong suốt chiến tranh thế giới thứ hai, và trở thành thiếu tướng Hải quân của USS Cape Johnson, một tàu vận tải được trang bị kỹ thuật mới là: máy định vị thủy âm. Thiết bị này có thể góp một phần trong việc phát triển học thuyết về tách giãn đáy biển của ông. Hess ghi chép cẩn thận các lộ trình đi qua Thái Bình Dương khi cập vào Marianas, Philippines, và đảo Iwo, từ máy đo hồi âm trên tàu của ông. Các cuộc khảo sát khoa học trong thời chiến không có kế hoạch trước đã giúp Hess thu thập các mặt cắt đáy đại dương ở vùng bắc Thái Bình Dương, và phát hiện ra các núi lửa đỉnh bằng dưới biển mà ông gọi là guyot, theo tên của nhà địa lý thế kỷ 19, Arnold Henry Guyot. Sau chiến tranh, ổng tiếp tục ở lại Naval Reserve, và được phong làm thiếu tướng Hải quân Hoa Kỳ.

## Khám phá khoa học
Năm 1960, Hess đã đưa ra một đóng góp quan trọng nhất của riêng ông là một phần trong những tiến bộ khoa học trong khoa học địa chất của thế kỷ 20. Trong một báo cáo đã được truyền bá rộng rãi mà ông gởi đến Phòng nghiên cứu Hải quân Hoa Kỳ (Office of Naval Research), theo đó ông đã đề xuất học thuyết liên quan đến sự chuyển động của vỏ Trái Đất theo hướng ngày càng xa sống núi giữa đại dương có hoạt động núi lửa. Tách giãn đáy biển, tên gọi một quá trình được đặt sau này, đã giúp truyền bá quan điểm trôi dạt lục địa của Alfred Wegener trước kia (nhưng thời điểm đó chúng bị bác bỏ) như là một thành tựu khoa học. Điều này đã thúc đẩy một cuộc cách mạng trong các khoa học về Trái Đất. Bản báo cáo của Hess được xuất bản chính thức trong quyển History of Ocean Basins (1962) của ông. Đây là một công trình tham khảo duy nhất trong địa vật lý vật chất rắn. Hess cũng liên quan đến một số đóng góp khoa học khác như dự án Mohole (1957–1966), một khảo sát về công nghệ và tính khả thi của Chương trình khoan biển sâu.

## Qua đời
Hess chết vì nhồi máu cơ tim ở Woods Hole, Massachusetts, vào ngày 25 tháng 8 năm 1969, trong khi đang chủ trì buổi họp Hội đồng Khoa học vũ trụ của Viện hàn lâm Khoa học Hoa Kỳ. Ông được chôn tại nghĩa trang Arlington và đã được truy tặng giải thưởng Distinguished Public Service của Cục Hàng không và Không gian Hoa Kỳ.
Hess đã đoạt Huy chương Penrose của Hội Địa chất Hoa Kỳ năm 1966. Hội Địa vật lý Hoa Kỳ đã đặt ra huy chương Harry H. Hess trong buổi lễ tưởng niệm ông năm 1984 nhằm "ghi nhận những đóng góp trong nghiên cứu về sự tiến hóa của Trái Đất và các hành tinh tương tự Trái Đất."